# شعبانلو (مشگین‌شهر)
شعبانلو روستایی است که در استان اردبیل، شهرستان مشگین‌شهر، بخش مرکزی، دهستان شعبان قرار دارد.

## جمعیت
بر اساس سرشماری سال ۱۳۸۵ جمعیت این روستا ۲۳۶ نفر با ۶۱ خانوار بوده‌است.